# Cerioporidae
Cerioporidae é uma família de briozoários pertencentes à ordem Cyclostomatida.

## Géneros
Géneros (lista incompleta):
- Acanthopora d'Orbigny, 1849
- Alveolaria Busk, 1859
- Biflabellaria Pergens, 1894